# 麦原遼
麦原 遼（むぎはら はるか、1991年 -）は、日本のSF作家。東京都生まれ。

## 経歴・人物
東京大学大学院数理科学研究科修士課程修了。ゲンロン 大森望 SF創作講座（第2期）を受講。2018年10月、「逆数宇宙」で第2回ゲンロンSF新人賞優秀賞（第2席）受賞。同作によりデビューしている。

## 作品リスト

### 電子書籍
- 『逆数宇宙』（株式会社ゲンロン ゲンロンSF文庫、2018年11月）

### アンソロジー収録作品
- 「海の双翼」（櫻木みわとの共著） - 『アステリズムに花束を 百合SFアンソロジー』（ハヤカワ文庫JA、2019年6月）収録
- 「無積の船」 - 『NOVA 2019年秋号』大森望責任編集（河出文庫、2019年8月）収録
- 「虫→…」 - 『異常論文』樋口恭介編（ハヤカワ文庫JA、2021年10月）収録
- 「それでもわたしは永遠に働きたい」 - 『ベストSF 2021』大森望編（竹書房文庫、2021年11月）再録
- 「カーテン」 - 『2084年のSF』日本SF作家クラブ編（ハヤカワ文庫JA、2022年5月）収録
- 「それはいきなり繫がった」 - 『新しい世界を生きるための14のSF』伴名練編（ハヤカワ文庫JA、2022年6月）収録
- 「立看の儀」 - 『京都SFアンソロジー ここに浮かぶ景色》（Kaguya Books、2023年8月）収録

### 雑誌掲載作品
小説
- 「GかBか（ガール・オア・ボーイ）」 - 『Sci-Fire 2018』（高橋文樹編集、2018年12月）
  - Toshiya Kamei翻訳「Boy or Girl?」としてスコットランドの商業誌『Shoreline of Infinity』に掲載。
- 「呑み込まれた物語 あるいは語られたブラックホールの歴史」(宮本道人との共著) - 『現代思想』2019年8月号
- 「それでもわたしは永遠に働きたい」 - 『S-Fマガジン』2020年8月号
- 「2259」 - 『小説すばる』2021年1月号
- 「シナリオ56」 - 『小説すばる』2021年9月号
- 「レギュラー・デイズ」 - 『S-Fマガジン』2022年2月号
- 「あべこべブレイク」 - 『小説すばる』2022年4月号

エッセイなど
- 「ソラリスを思う」 - 『S-Fマガジン』2020年10月号
- 「〈90年代生まれが起こす文学の地殻変動〉アンケート」 - 『文藝』2020年冬季号
- 「BL×SF作品ガイド」[4] - 『S-Fマガジン』2022年4月号